# Hôtel de ville de Libourne
L'hôtel de ville de Libourne est un édifice situé à Libourne, en France.

## Généralités
L'hôtel de ville est situé au cœur de l'ancienne bastide de Libourne, dans le département de la Gironde, en région Nouvelle-Aquitaine, en France.

## Histoire
L'édifice actuel date du XVe siècle ou XVIe siècle. Il a, par la suite au XVIIIe siècle, été remanié, notamment avec l'ajout de ses deux tours ainsi qu'au XXe siècle.
L'hôtel de ville est classé au titre des monuments historiques par arrêté du le 9 septembre 1908. L'hôtel de ville est toujours le siège de l'administration municipale et abrite également le Musée des Beaux-Arts au deuxième étage.

## Architecture
L'édifice est de style gothique, le remaniement du XXe siècle lui a donné un style néogothique, inspiré par Viollet-le-Duc. L'hôtel de ville possède un haut pignon ainsi que deux tours.

## Mobilier
Plusieurs éléments sont remarquables et sont classés à titre objet des monuments historiques : 2 cloches du XVIe siècle (classement en 1905),, deux tableaux et une sculpture (classement en 1913),,. 
A noter également, la présence d'un buste en Bronze de Robert Boulin, ancien maire de Libourne.

## Galerie

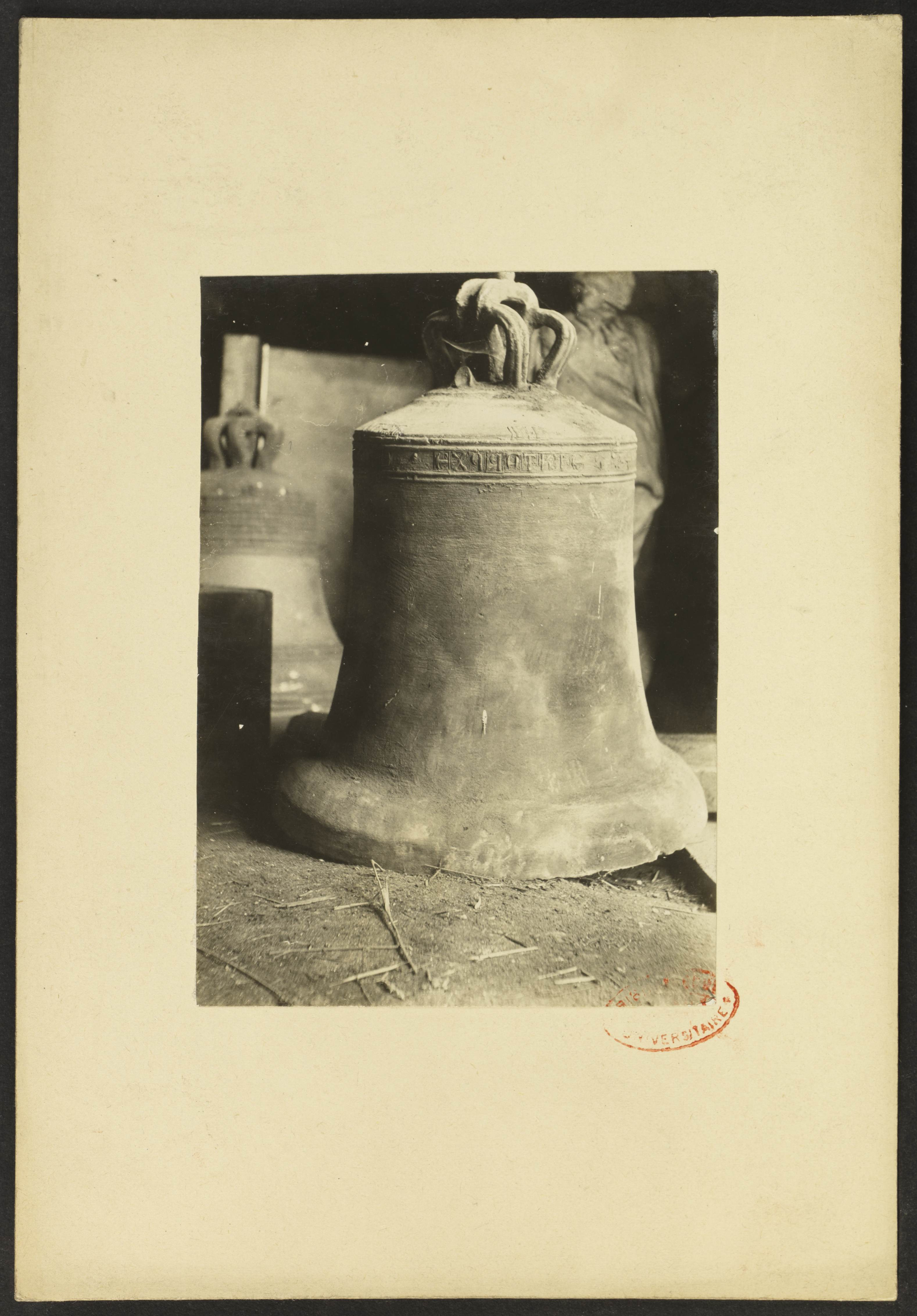
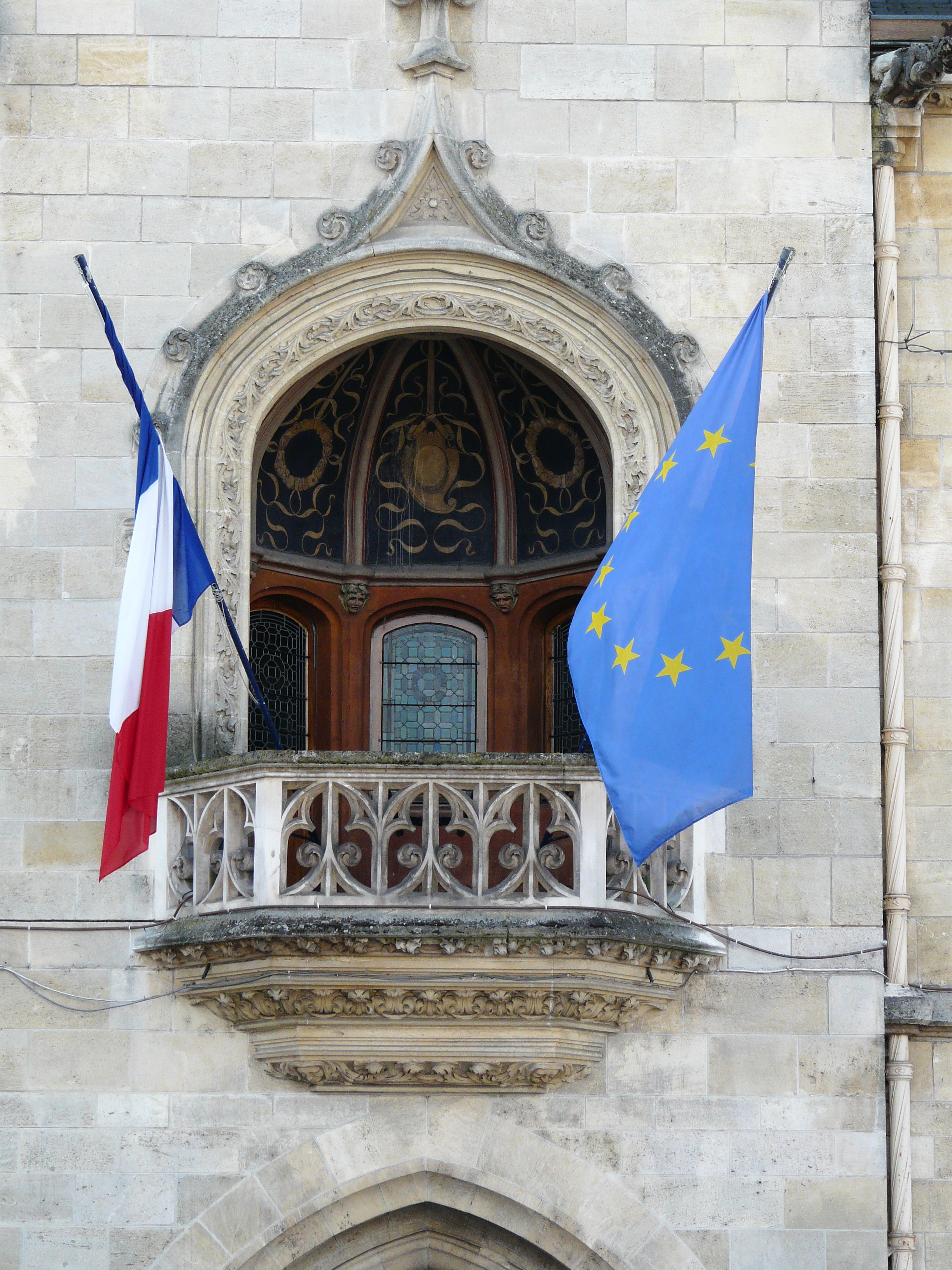
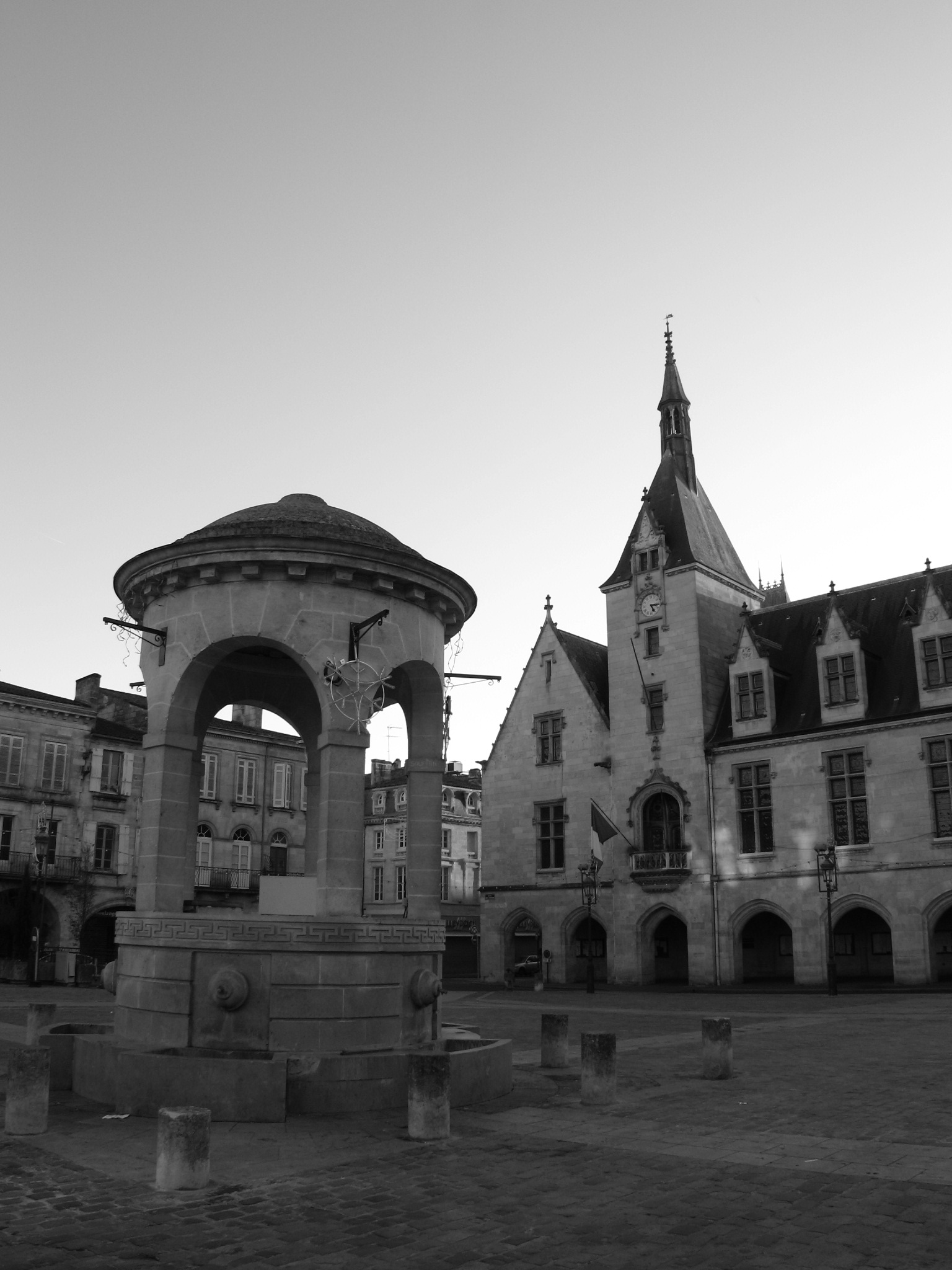